# Baudouin de Reviers (3e comte de Devon)
Pour les articles homonymes, voir Baudouin de Reviers.
Baudouin de Reviers (Baldwin de Redvers), (v. 1140/60-1188) fut comte de Devon de 1162 jusqu'à sa mort et baron de Plympton, est le fils de Richard de Reviers, 2e comte de Devon et de Denise de Dunstanville.  Il a épousé Denise de Déols, fille de Raoul VI de Déols, prince de Déols, seigneur de Châteauroux et de Charenton-du-Cher. Après sa mort, elle a épousé André de Chauvigny
. Sans postérité, son frère Richard devient le quatrième comte de Devon.